# グランディング
グランディング株式会社（英: GROUNDING INC.）は、家庭用ゲーム機ソフトならびに携帯コンテンツ、映像制作などを行う日本の制作会社。GFF正会員。主にセガ、マイクロソフト出身のスタッフで構成される。

## 沿革
2007年9月7日に設立。設立理由について、創業者の一人である二木幸生はGame Creatorsによるインタビューに対し、二木は当時マイクロソフト日本スタジオのゲームデザイン部の管理職に勤めていたが、仕事後同僚とゲームのモックを作っていて、仕上がった際に任天堂にプレゼンをした結果成功し、その際に個人と取引はできないため会社を創業した、と答えている。初期はWiiウェアのあそべる絵本 とびだスゴロク!やひらり 桜侍などのダウンロードコンテンツを作成していた。
2011年3月11日に発生した東日本大震災以降は、アナログゲームの作成にも着手している。2012年に「街コロ」シリーズを発売。2015年には日本のボードゲームとしては初のドイツ年間ゲーム大賞にノミネートされた。

## 開発・発売タイトル
- 2008年12月 NTT『ニガオデコメ』（開発：リトルネロ、グランディング 発売：ギガネットワークス）
- 2009年3月26日 Wiiウェア『あそべる絵本 とびだスゴロク!』（開発：グランディング 発売：任天堂）
- 2009年9月16日 DSiWare『あそべる絵本 マインド テン』（開発：グランディング 発売：任天堂）
- 2010年12月1日 iOS音楽アプリ『Hot Keys』（開発/販売：グランディング）
- 2010年12月24日 iPad 教育アプリ『いっそイラスト チャイナ単語帳』（開発：グランディング 発売：小学館）
- 2011年5月13日 ソーシャルカードゲーム『宇宙戦艦ヤマト（復活篇）バトルカード』（開発：グランディング/ランド・ホー株式会社 発売〈配信〉：GREE）
- 2011年11月16日 ニンテンドー3DS『ひらり 桜侍』（開発：グランディング 発売：任天堂）
- 2012年5月14日 アナログカードゲーム『街コロ』『ひつじがいっぴき』（開発・販売：グランディング）
- 2013年4月3日 クラブニンテンドー特典『任天童子』（開発：グランディング 発売：任天堂）
- 2013年11月22日 Xbox One『クリムゾン ドラゴン』（開発：グランディング 発売：Microsoft Studios）
- 2014年3月 iOS『街コロ:アプリ版』（開発・発売：グランディング）
- 2014年11月27日 Wii U/ニンテンドー3DS『ご当地鉄道 〜ご当地キャラと日本全国の旅〜』（開発：グランディング/B.B.スタジオ 発売：バンダイナムコゲームス）
- 2016年1月28日 iOS/Android『誰ガ為のアルケミスト』（開発：gumi gear 2nd、グランディング（開発協力） 発売：Fuji&gumi Games）
- 2016年8月8日 iOS/Android『街コロマッチ!』（発売：街コロマッチ!製作委員会（Aiming、グランディング、電通））
- 2018年10月10日 iOS/Android『ジョジョのピタパタポップ』（開発：グランディング 発売：バンダイナムコエンターテインメント）
- 2020年2月26日 PlayStation 4/Oculus/VIVEPORT/Steam『スペースチャンネル5 VR あらかた★ダンシングショー』（開発・販売：グランディング）
- 2020年9月4日 Apple Arcade/Nintendo Switch『ワールズエンドクラブ』（開発：トゥーキョーゲームス、グランディング 発売：イザナギゲームズ）
- 2021年10月15日 Nintendo Switch/PlayStation 4/Steam『The Good Life』（開発：White Owls Inc.、グランディング 発売：PLAYISM）
- 2022年6月28日 Nintendo Switch/PlayStation 4/Steam『リトル ノア 楽園の後継者』（開発：グランディング 発売：Cygames）